# Édouard Thilges
Édouard Thilges (Clervaux, 17 de febrer de 1817 - Ciutat de Luxemburg, 9 de juliol de 1904) fou un polític i jurista luxemburguès, primer ministre de Luxemburg durant més de tres anys del 20 de febrer de 1885 al 22 de setembre de 1888, va ser també ministre d'Afers Exteriors durant la mateixa data.

## Biografia
De 1833 a 1838 va estudiar dret a les universitats de Brussel·les i Lieja. El 1841 va rebre el doctorat al tribunal del Diekirch. Del 22 de setembre de 1854 al 21 de maig de 1856 va ser l'Administrador General d'Assumptes Comunals. Durant diversos períodes entre 1857 i 1904, va ser membre i president Consell d'Estat.

## Honors
- Gran Creu de l'Orde de la Corona de Roure (promoció 1888)[2]